# Bagito
Bagito é uma telenovela filipina exibida pela ABS-CBN entre 17 de novembro de 2014 e 13 de março de 2015, estrelada por Nash Aguas, Alexa Ilacad e Ella Cruz. Com base na série de Wattpad o mesmo título por Noreen Capili.

## Enredo
Drew (Nash Aguas) é um adolescente forçado a enfrentar as responsabilidades de ser um pai jovem por causa de seu grande erro. Como filho recém-nascido de Drew mudar a sua vida e as vidas de seus entes queridos? Ele está pronto para deixar a infância para trás e encarar as dificuldades de ser um jovem pai? Como é que os pais de Drew ajudar e orientar-lo como ele entra no "mundo real?"

## Elenco

### Elenco principal
- Nash Aguas como Andrew "Drew" Alvarez
- Alexa Ilacad como Camille "Mac" Lorenzo
- Ella Cruz como Vanessa Bueno

### Elenco de apoio
- Angel Aquino como Raquel Alvarez
- Agot Isidro como Sylvia Samson-Lorenzo
- Ariel Rivera como Gilbert Alvarez
- Alexander Diaz como Ralph Robles
- John Bermundo como Vince
- Joaquin Reyes como Warren
- Brace Arquiza como Toffer
- Grae Fernandez como Carlo
- Paolo Santiago como Jerrick
- Kristel Fulgar
- Amy Nobleza como Blessie
- Marco Pingol como Yuri Alvarez
- Wendy Villacorta
- Roni Abario

### Elenco estendida
- Lollie Mara como Cecille Samson
- Nick Lizaso
- Lui Manansala
- Art Acuña como Armand Lorenzo
- Marvin Yap como Cesar
- Gee Canlas
- Marnie Lapus
- Chinie Concepcion

### Participações especiais
- Angelu Alayon como Andrew Alvarez (jovem)
- Allyson McBride como Camille Lorenzo (jovem)